# Kötschachdorf
Kötschachdorf (auch Kötschach-Dorf) ist ein Dorf in der Gemeinde Bad Gastein im österreichischen Bundesland Salzburg.

## Geografie
Kötschachdorf gehört zur Ortschaft Bad Gastein und zu den Katastralgemeinden Badgastein und Remsach. Durch das Dorf fließt die Gasteiner Ache. Deren Nebenbäche in der Gegend sind rechtsseitig der Kötschachbach, der Scheiblingbach und der Schmiedaubach sowie linksseitig das Goldplatzgerinne 1, das Goldplatzgerinne 2, der Salesenbach-Süd, der Salesenbach-Nord und der Krallbach. Bei einer Erhebung der Vogelarten des Gasteinertals in den 1980er Jahren wurden nahe Kötschachdorf folgende Arten als Brutvögel beobachtet: die Bachstelze (Motacilla alba), der Buntspecht (Picoides major), der Eichelhäher (Garrulus glandarius), der Gimpel (Pyrrhula pyrrhula), die Haubenmeise (Parus cristatus), die Kohlmeise (Parus major), die Wasseramsel (Cinclus cinclus), das Wintergoldhähnchen (Regulus regulus) und der Zaunkönig (Troglodytes troglodytes).

## Geschichte
Der Ort wurde 1224 als Kotichove urkundlich genannt. Der Name soll sich vom alpenslawischen Hotjeschewo für „Gegend des Herrn Hotecha“ herleiten.
Weite Teile des Herzogtums Salzburg wurden von 27. bis 29. Mai 1821 von einer Naturkatastrophe heimgesucht, die durch Schneeschmelze und Dauerregen verursacht worden war. Davon wurden in Kötschachdorf eine Brücke über die Gasteiner Ache und Teile von Straßen zerstört. Ein Brand richtete am 30. Juni 1863 im ganzen Dorf große Schäden an. Eine weitere Hochwasserkatastrophe führte am 8. Dezember 1865 zu Zerstörungen im Ort. Im Sommer 1933 kam es zu schweren Vermurungen in Kötschachdorf. Der damalige Bundeskanzler Engelbert Dollfuß kam nach Bad Gastein, um die Katastrophenschäden in Augenschein zu nehmen.

## Kultur
Der Kötschachdorfer Pass ist eine der zahlreichen Krampus-Gruppen („Passen“) des Gasteinertals. Er wurde 1983 gegründet. Eine weitere in Kötschachdorf aktive Krampus-Gruppe ist der 1959 gegründete Badbrucker-Pass.

## Infrastruktur
Das Dorf ist über die Bushaltestelle Bad Gastein Kötschachdorf an den öffentlichen Verkehr angeschlossen. Die Fernradwege Ciclovia Alpe Adria und EuroVelo 7 sowie die mittelschwere Mountainbikestrecke Erzherzog-Johann-Runde führen durch die Siedlung. Südlich von Kötschachdorf erstreckt sich der private 18-Loch-Golfplatz Gastein.